# Canon EOS 1100D
Canon EOS 1100D (название в Северной Америке — Canon Rebel T3, в Японии — Canon EOS Kiss X50) — цифровой однообъективный зеркальный фотоаппарат начального уровня семейства EOS компании «Кэнон». Фотоаппарат имеет матрицу с кроп-фактором 1,6 и позволяет использовать предназначенные для матриц такого размера объективы EF-S. Фотоаппарат анонсирован 7 февраля 2011 года, поступил в продажу 29 марта. Заменил модель Canon EOS 1000D (название в Северной Америке — Rebel XS, в Японии — Kiss F).
12 февраля 2014 года компания представила преемника — модель 1200D.

## Описание
Canon EOS 1100D — самый доступный из зеркальных фотоаппаратов марки «Кэнон» своего времени. Вместе с фотоаппаратом был представлен новый объектив EF-S 18-55mm f/3.5-5.6 IS II, который заменил Canon EF-S 18-55mm f/3.5-5.6 IS. Рекомендуемая розничная цена в США в момент анонса фотоаппарата составляла 600 долларов за комплект с объективом.
В Японии фотоаппарат предлагался не только в традиционном чёрном цвете, но и с корпусом красного цвета. В Малайзии были предложены четыре варианта расцветки: чёрный, коричневый, серый металлик и красный.

### Позиционирование
Компания «Кэнон» позиционирует 1100D как модель для начинающих фотографов, которые только знакомятся с зеркальными фотоаппаратами. Ряд особенностей отличают её от других моделей семейства Canon EOS Digital:
- Зеркальный фотоаппарат Canon EOS 1100D имеет разрешение матрицы 12 мегапикселей и 2,7-дюймовый экран с разрешением 230 тыс. пикселей.
- Максимальное разрешение при съёмке видео составляет 1280 × 720, в то время как 5D Mark II (2008 год), 7D (2009 год) и все более поздние модели (550D, 60D, 600D) могут снимать видео с разрешением до 1920 × 1080.
- Впервые у цифрового фотоаппарата EOS отсутствует кнопка проверки глубины резкости (с помощью пользовательских настроек можно присвоить эту функцию кнопке SET).
- Скорость съёмки в формате Raw существенно снижена: если у моделей 550D и 600D она составляет те же 3,7 кадра в секунду, что и при съёмке в JPEG, то 1100D снимает со скоростью 2 кадра/c в RAW и лишь 0,8 кадра/c — записывая одновременно RAW и JPEG.
- 1100D — первый цифровой фотоаппарат Canon EOS, для которого компания не выпустила батарейной ручки (за исключением профессиональных моделей, которым ручка не требуется).

В то же время, 1100D обладает той же 63-зонной чувствительной к цвету системой замера экспозиции и 9-точечной схемой фокусировки с таким же расположением датчиков, что и старшие модели, включая 7D.

## Отличия от 1000D

### Корпус и механика
- Увеличен размер выступа под правую руку.
- Более мягкий и приятный на ощупь пластик корпуса[4]
- Изменено расположение кнопок.
- Добавлены кнопки видеосъёмки и быстрого доступа к настройкам; убраны кнопки Picture Style и выбора режима экспозамера; кнопка выбора чувствительности перенесена с верхней панели на заднюю, а кнопка открытия вспышки — на её место.
- Отсутствие кнопки проверки глубины резкости.
- Отсек для карты памяти совмещён с отсеком для аккумулятора.
- Увеличены размеры и немного уменьшен вес (на 5 г по методике CIPA: с картой памяти и батареей).
- Исчез «пылетряс» — ультразвуковой очиститель матрицы.

### Электроника
- Матрица с разрешением 12 млн пикселей вместо 10.
- Процессор DIGIC 4 вместо DIGIC III.
- Возможность видеосъёмки.
- Система автофокуса с 9 точками вместо 7.
- Система экспозамера iFCL (63-зонный экспозамер с учётом цвета).
- Более широкий диапазон чувствительности: до 6400 ISO вместо 1600.
- ЖК-дисплей с диагональю 2,7 дюйма вместо 2,5 и с увеличенными углами обзора.
- Ведущее число вспышки уменьшилось с 13 до 9,2.

### Интерфейс и настройки
- Возможность съёмки с пропорциями кадра 4:3, 16:9 и 1:1.

### Прочее
- Объектив с оптической стабилизацией изображения.
- Отсутствие в ассортименте компании совместимой батарейной ручки.

## Комплект поставки

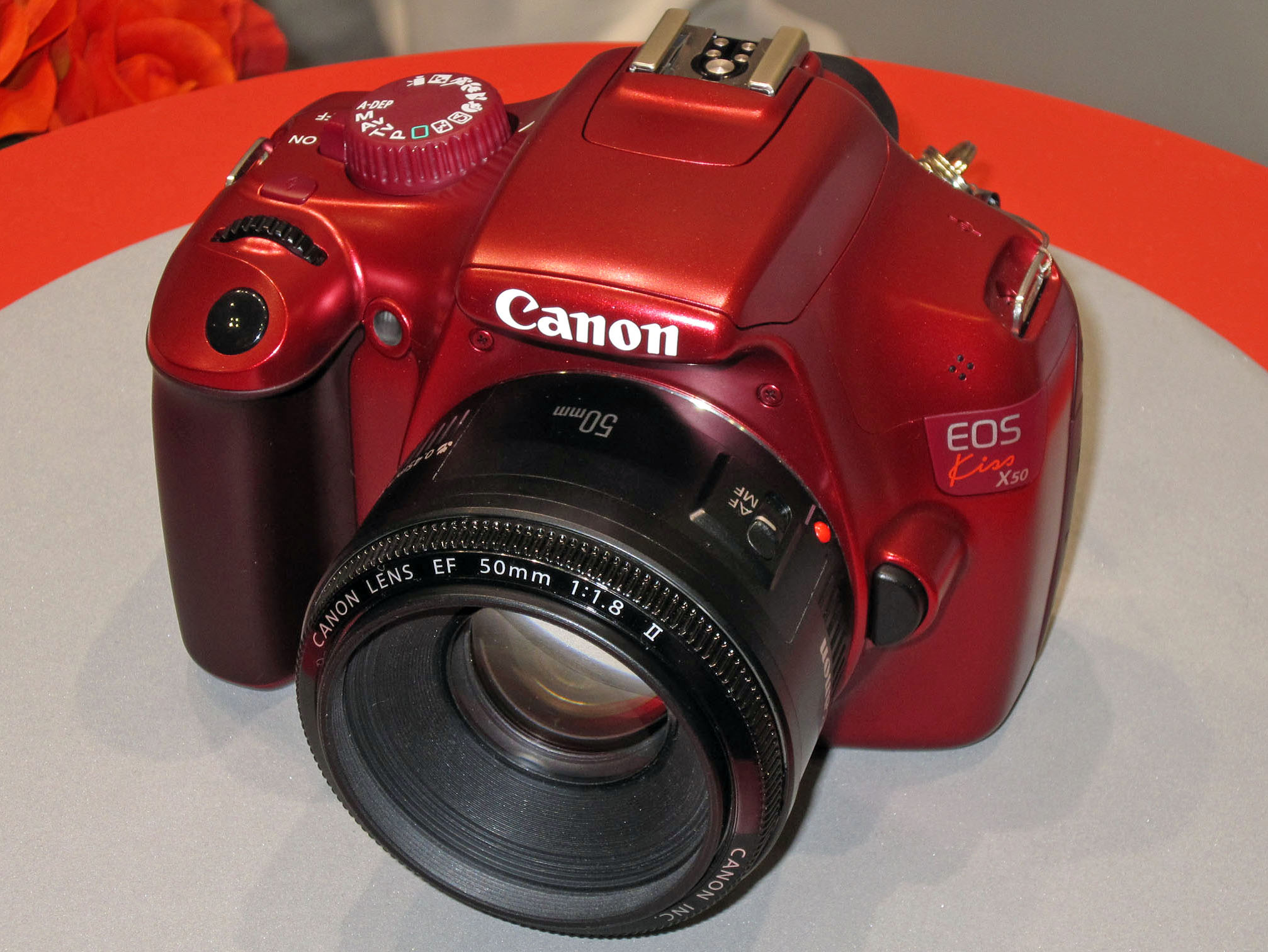
Canon EOS Kiss X50 красного цвета

Основной вариант комплектации — с объективом Canon EF-S 18-55mm f/3.5-5.6 IS II. Возможны другие варианты, в зависимости от страны. Например, в Японии изначально представлены четыре комплектации:
- без объективов,
- с объективом Canon EF-S 18-55mm f/3.5-5.6 IS II,
- с объективами Canon EF-S 18-55mm f/3.5-5.6 IS II и EF-S 55-250mm F4-5.6 IS,
- с объективами Canon EF-S 18-55mm f/3.5-5.6 IS II и EF 50mm F1.8 II[5].

В Россию также поставляется комплектация с объективом Canon EF-S 18-55mm f/3.5-5.6 DC III.
Помимо объективов, комплект содержит:
- Литий-ионный аккумулятор Canon LP-E10.
- Зарядное устройство LC-E10 или LC-E10E.
- Шейный ремень EW-100DBIII.
- USB-кабель IFC-200U/500U.
- Документация и программное обеспечение.

## Конкуренты
На момент выхода Canon EOS 1100D ведущие производители предлагали следующие цифровые зеркальные фотоаппараты начального уровня (приведены основные функциональные отличия от 1100D):
- Nikon D3000 с объективом 18-55mm Zoom-NIKKOR VR (рекомендуемая розничная цена в США — 550 долл.)[6]. Отсутствует возможность видеосъёмки и режим Live View.
- Nikon D3100 с объективом 18-55mm Zoom-NIKKOR VR (700 долл.)[7]. Поддерживается видеосъёмка с разрешением до 1920 × 1080, чувствительность сенсора — до 3200 ISO с расширением до 12800 ISO.
- Sony Alpha DSLR-A290 с объективом 18-55mm (420 долл.)[8]. Отсутствует возможность видеосъёмки и режим Live View.
- Sony Alpha DSLR-A390 с объективом 18-55mm (450 долл.)[9]. Отсутствует возможность видеосъёмки.
- Pentax K-x с объективом 18-55mm (650 долл.)[10]. Чувствительность сенсора — до 6400 ISO с расширением до 12800 ISO.

Также в качестве конкурентов могут рассматриваться беззеркальные фотоаппараты со сменными объективами.